# Чемпіонат світу з водних видів спорту 1973
Чемпіонат світу з водних видів спорту відбувся в Спортивному центрі Ташмайдан у Белграді (Югославія) з 31 серпня до 9 вересня 1973 року.

## Таблиця медалей
*   Країна-господарка ( Югославія)
| Місце                | Країна                | Золото | Срібло | Бронза | Загалом |
| -------------------- | --------------------- | ------ | ------ | ------ | ------- |
| 1                    | США (USA)             | 15     | 16     | 7      | 38      |
| 2                    | НДР (GDR)             | 13     | 6      | 9      | 28      |
| 3                    | Італія (ITA)          | 2      | 1      | 2      | 5       |
| 4                    | Угорщина (HUN)        | 2      | 1      | 1      | 4       |
| 4                    | Швеція (SWE)          | 2      | 1      | 1      | 4       |
| 6                    | Канада (CAN)          | 1      | 3      | 2      | 6       |
| 7                    | Австралія (AUS)       | 1      | 2      | 2      | 5       |
| 8                    | Велика Британія (GBR) | 1      | 0      | 1      | 2       |
| 9                    | СРСР (URS)            | 0      | 4      | 1      | 5       |
| 10                   | Нідерланди (NED)      | 0      | 1      | 1      | 2       |
| 11                   | Франція (FRA)         | 0      | 1      | 0      | 1       |
| 11                   | Чехословаччина (TCH)  | 0      | 1      | 0      | 1       |
| 13                   | Японія (JPN)          | 0      | 0      | 6      | 6       |
| 14                   | ФРН (FRG)             | 0      | 0      | 3      | 3       |
| 15                   | Югославія (YUG)*      | 0      | 0      | 1      | 1       |
| Загалом (15 збірних) | Загалом (15 збірних)  | 37     | 37     | 37     | 111     |

## Країни-учасниці
У змаганнях взяли участь спортсмени 47-ми країн.
- Аргентина
- Австралія
- Австрія
- Бельгія
- Бразилія
- Болгарія
- Канада
- Колумбія
- Куба
- Данія
- Чехословаччина
- НДР
- Еквадор
- Єгипет
- Фінляндія
- Франція
- Велика Британія
- Греція
- Угорщина
- Індонезія
- Іран
- Ізраїль
- Італія
- Ямайка
- Японія
- Люксембург
- Мексика
- Нідерланди
- Нова Зеландія
- Норвегія
- Панама
- Папуа Нова Гвінея
- Перу
- Польща
- Пуерто-Рико
- Румунія
- СРСР
- Іспанія
- Швеція
- Швейцарія
- Туніс
- Туреччина
- США
- Венесуела
- ФРН
- Югославія